# Гревіль-Аг
Греві́ль-Аг, Ґревіль-Аґ (фр. Gréville-Hague) — колишній муніципалітет у Франції, у регіоні Нормандія, департамент Манш. Населення — 768 осіб (2011).
Муніципалітет був розташований на відстані близько 320 км на захід від Парижа, 120 км на північний захід від Кана, 85 км на північний захід від Сен-Ло.

## Історія
До 2015 року муніципалітет перебував у складі регіону Нижня Нормандія. Від 1 січня 2016 року належав до нового об'єднаного регіону Нормандія.
1 січня 2017 року Гревіль-Аг, Аквіль, Одервіль, Бомон-Аг, Бівіль, Бранвіль-Аг, Дігюльвіль, Екюльвіль, Флоттманвіль-Аг, Еркевіль, Жобур, Омонвіль-ла-Петіт, Омонвіль-ла-Рог, Сент-Круа-Аг, Сен-Жермен-де-Во, Тонневіль, Юрвіль-Накевіль, Ватвіль i Вовіль було об'єднано в новий муніципалітет Ла-Аг.

## Демографія
Динаміка населення (INSEE і Cassini ):
Розподіл населення за віком та статтю (2006):
| Стать | Всього | До 15 років | 15-24 | 25-44 | 45-64 | 65-85 | Понад 85 |
| --- | ------ | ----------- | ----- | ----- | ----- | ----- | -------- |
| Чоловіки | 389    | 92          | 36    | 121   | 100   | 40    | 0        |
| Жінки | 376    | 100         | 44    | 120   | 88    | 24    | 0        |
| \| Статево-вікова піраміда \| Статево-вікова піраміда \| Статево-вікова піраміда \| \| ----------------------- \| ----------------------- \| ----------------------- \| \| Чоловіки \| Вік \| Жінки \| \| 0 \| 85 + \| 0 \| \| 12 \| 80-84 \| 12 \| \| 4 \| 75-79 \| 4 \| \| 20 \| 70-74 \| 4 \| \| 4 \| 65-69 \| 4 \| \| 8 \| 60-64 \| 4 \| \| 24 \| 55-59 \| 32 \| \| 40 \| 50-54 \| 28 \| \| 28 \| 45-49 \| 24 \| \| 65 \| 40-44 \| 28 \| \| 12 \| 35-39 \| 44 \| \| 32 \| 30-34 \| 20 \| \| 12 \| 25-29 \| 28 \| \| 12 \| 20-24 \| 20 \| \| 24 \| 15-20 \| 24 \| \| 24 \| 10-14 \| 40 \| \| 40 \| 5-9 \| 44 \| \| 28 \| 0-4 \| 16 \| |        |             |       |       |       |       |          |
| Статево-вікова піраміда |        |             |       |       |       |       |          |
| Чоловіки | Вік    | Жінки       |       |       |       |       |          |
| 0 | 85 +   | 0           |       |       |       |       |          |
| 12 | 80-84  | 12          |       |       |       |       |          |
| 4 | 75-79  | 4           |       |       |       |       |          |
| 20 | 70-74  | 4           |       |       |       |       |          |
| 4 | 65-69  | 4           |       |       |       |       |          |
| 8 | 60-64  | 4           |       |       |       |       |          |
| 24 | 55-59  | 32          |       |       |       |       |          |
| 40 | 50-54  | 28          |       |       |       |       |          |
| 28 | 45-49  | 24          |       |       |       |       |          |
| 65 | 40-44  | 28          |       |       |       |       |          |
| 12 | 35-39  | 44          |       |       |       |       |          |
| 32 | 30-34  | 20          |       |       |       |       |          |
| 12 | 25-29  | 28          |       |       |       |       |          |
| 12 | 20-24  | 20          |       |       |       |       |          |
| 24 | 15-20  | 24          |       |       |       |       |          |
| 24 | 10-14  | 40          |       |       |       |       |          |
| 40 | 5-9    | 44          |       |       |       |       |          |
| 28 | 0-4    | 16          |       |       |       |       |          |

## Економіка
2010 року серед 520 осіб працездатного віку (15—64 років) 380 були активними, 140 — неактивними (показник активності 73,1%, у 1999 році було 71,7%). З 380 активних мешканців працювала 351 особа (187 чоловіків та 164 жінки), безробітними було 29 (11 чоловіків та 18 жінок). Серед 140 неактивних 48 осіб було учнями чи студентами, 51 — пенсіонерами, 41 була неактивною з інших причин.

У 2010 році в муніципалітеті числилось 295 оподаткованих домогосподарств, у яких проживали 795,5 особи, медіана доходів виносила 20 455 євро на одного особоспоживача